# ドーナッツプラント

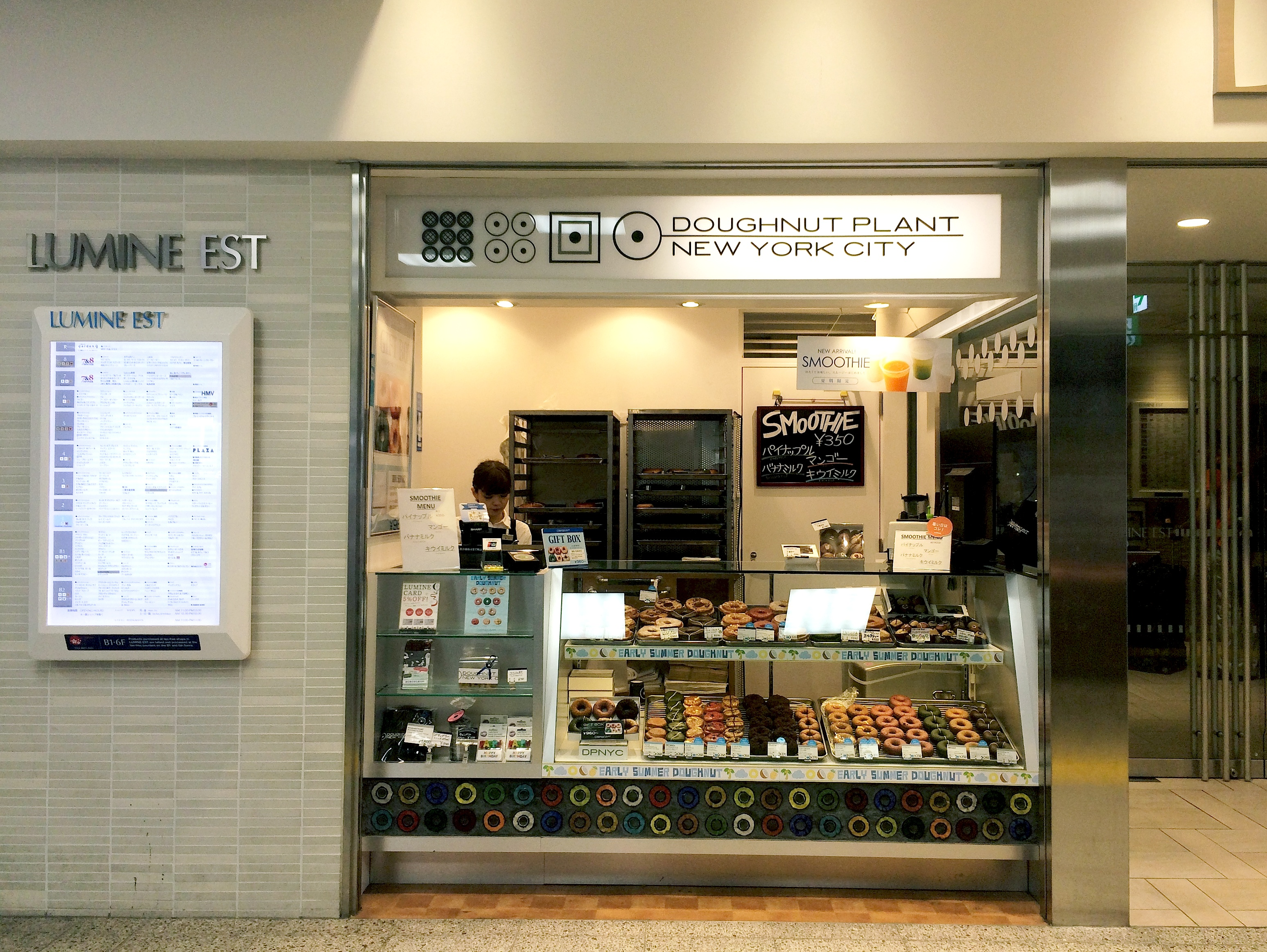
ドーナッツプラント ルミネエスト新宿店

ドーナッツプラント（DOUGHNUT PLANT）は、マーク・イズリアルがマンハッタンで1994年8月に創業した、卵、食品添加物、化学保存料、化学着色料、トランス脂肪酸は用いず多品種少量を手作りするドーナツ専門店である。
日本では、かつて株式会社Doughnut Plant Tokyo（東京都渋谷区）が運営していた。

## 歴史

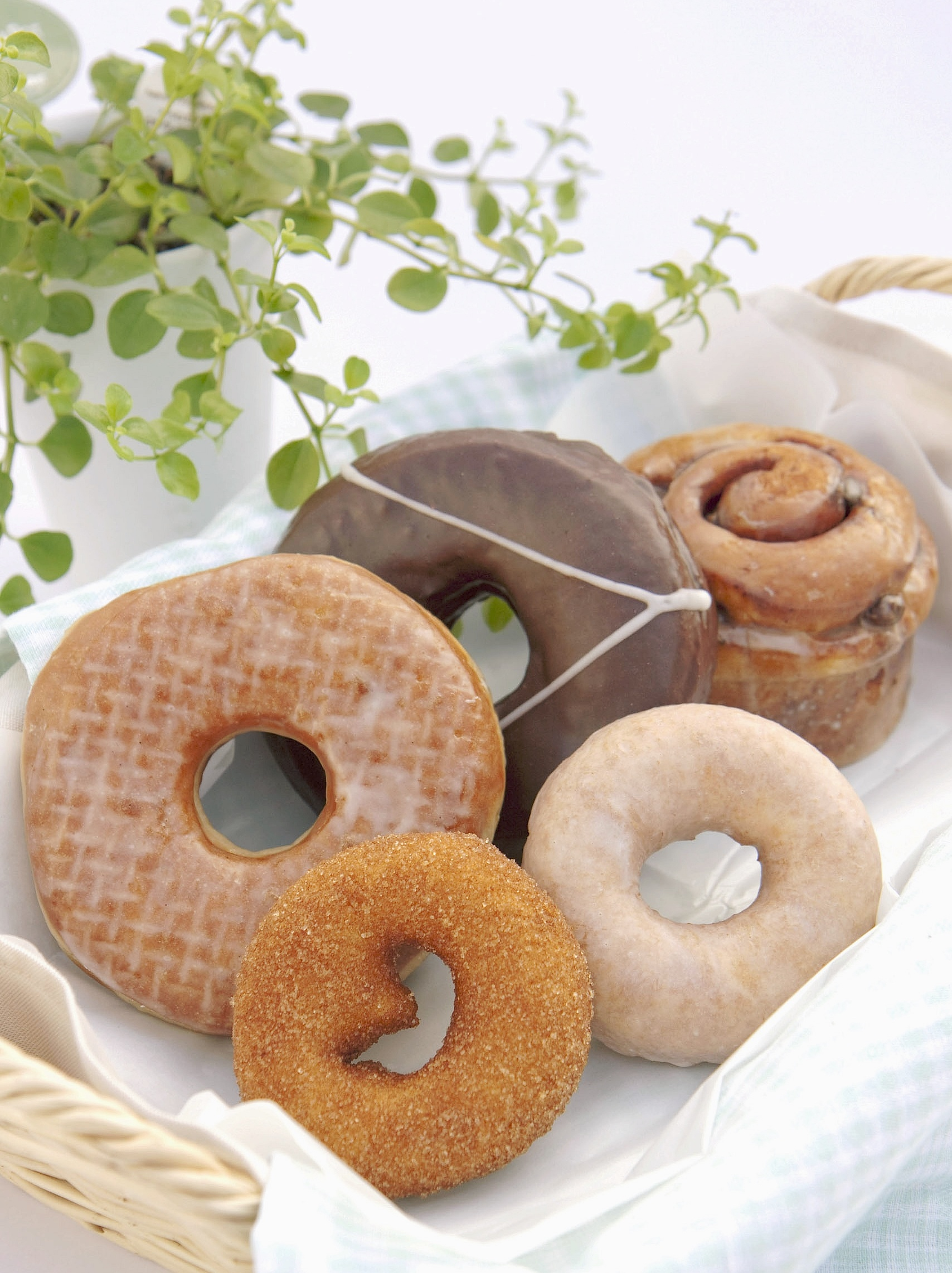
DOUGHNUT PLANT TOKYOのドーナツ

創業者マーク・イズリアルの祖父であるハーマン・イズリアルが考案したレシピに基づき、マーク・イズリアルが意匠を加え作ったドーナツを販売する宅配店として、1994年に開業したのが始まり。マークの父はあるベーカリーで働いていたが、母はその父に向かって毎朝、“Have a good day at the Plant”と声をかけていた。この言葉から「Doughnut Plant」という店名を付けた。マークの祖父はマークが3歳の時に亡くなっているが、祖父が残した古いドーナツのレシピがマークと祖父を結び付け、彼もまたベーカリーの道を歩むことになった。マークは、祖父のレシピを元にオリジナル・ドーナツを考案し、ドーナッツプラントをオープンさせた。その後海外へも展開する。

### ハンドメイドと自然素材へのこだわり
基になるレシピは祖父のものを使っているが、マークは父、母や兄の協力を得、長年かけて卵を使用せず、自然素材にこだわり、ハンドメイドで仕上げたものである。そうした独創性と素材へのこだわりが当時のアメリカの人たちの多くの共感を得、現在ではニューヨークで人気のドーナツショップへと急成長を遂げた。
そうしたこだわりの伝統は現在へも引き継がれ、卵、化学保存料、化学着色料、人工甘味料、化学調味料、トランス脂肪酸の不使用や、ヴァローナ社製チョコレートや新鮮な果実が生地になじみ易いように特注の粒子の細かいDPオリジナル粉糖を使用するなど、世界中から高品質の材料を厳選した商品づくりをモットーとしている。

## 沿革
- 1910年 - 創業者マーク・イズリアルの祖父であるハーマン・イズリアルが16歳にしてミネソタ州のセント・ポールにあるベーカリー店に就職する[7]。
- 1934年 - ハーマンがノースカロライナ州バーリントンで最初のベーカリー店を開業[7]。
- 1935年 - ハーマンは家族とともにノースカロライナ州に移住し、カレッジペーストリーショップを開業。独創的なレシピやアイデアを持っていた。息子のマーヴィン（マーク・イズリアルの父）もドーナツ作りを手伝っていた。以降、1965年12月まで30年間営業を続ける[7]。
- 1963年 - マーク・イズリアル誕生[7]。
- 1966年6月 - ハーマン・イズリアル死去[7]。
- 1994年 - マーク・イズリアルが祖父ハーマンのドーナツレシピを参考にドーナッツプラントを始める。ビルの地下を改造し他工場で、5年間毎晩ドーナツを作り、早朝配達する宅配店だった。5年間にマークはドーナツ作りのオリジナル技術の確立と、グレーズに季節のフルーツやローストナッツを使うアイデアを思いつく[7][9]。
- 2000年 - それまでの地下ベーカリーから、父兄の援助もありマンハッタンのローワーイーストサイドのグランドストリート379番地に路面店舗をオープンさせる[7][9]。
- 2004年 - 株式会社ビッグイーツと契約を交わし日本第1号店が東京・白金台にオープン[7]。
- 2005年 - マークが5年間の月日を費やし開発に取り組んだケーキドーナツが店頭に並ぶ[7]。
- 2013年 - ニューヨーク本店で最も人気の高い商品「Doughseed」(ドーシード)を日本でも発売。ルミネエスト新宿店他[10]。
- 2014年1月 - ワタミの介護との共同企画『ドーナッツイベント』の開始[11]。
- 2015年 - 客の「生地が美味しいベーカリードーナッツで甘くない食事系の商品が食べたい」との要望にこたえるかたちで、甘く無いお食事系ドーナツ2種(ピザドーナッツ、グラタンドーナッツ)の販売を青山一丁目店、ルミネエスト新宿店で開始[4]。
- 2017年9月12日 - 吉祥寺店店舗及びセントラルキッチンの改修工事を行い、それに伴って日本未発売の“チョコレートチョコレート”を吉祥寺店限定で販売。[12]
- 2021年1月11日 - 白金台店の閉店を以て日本国内での営業が終了した。

## 日本

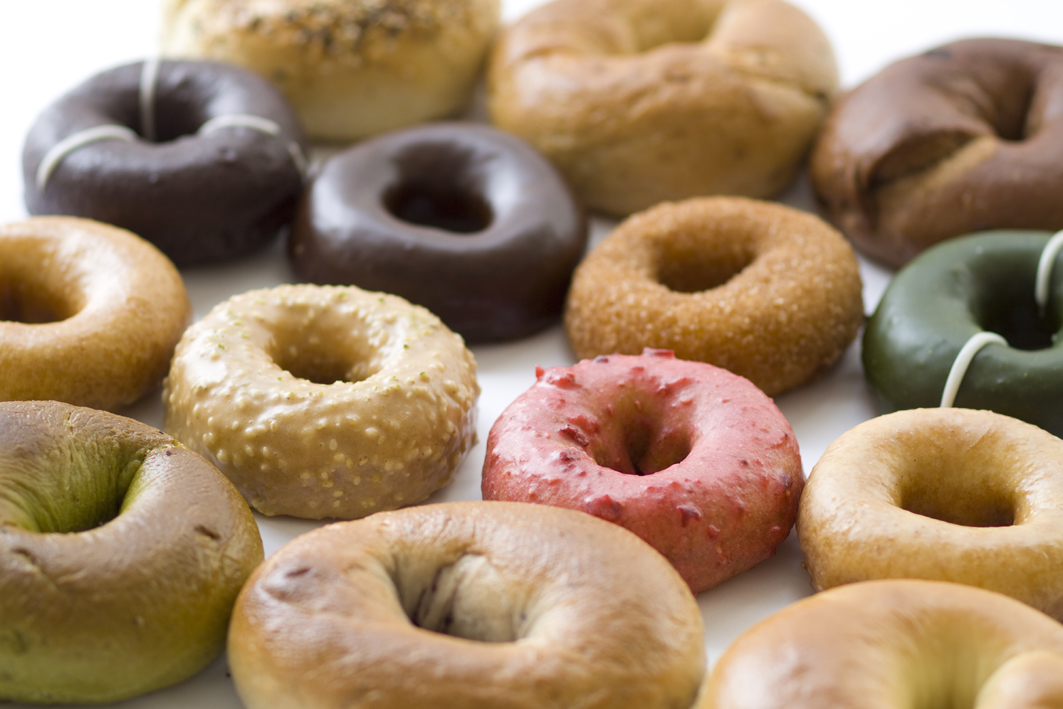
ドーナッツプラントのドーナツ

日本では、有限会社ビッグイーツが2004年5月7日に白金台で1号店を開店し、以後2012年4月に株式会社ドーナッツプラントジャパンへ、更に11月、株式会社スリープタイトへ改称して運営するも、2013年11月7日に東京地方裁判所の破産開始決定に伴い会社分割で設立された株式会社DOUGHNUT PLANT TOKYOへ一部店舗が事業譲渡され、東京で複数店舗が営業している。2021年1月11日、白金台店の閉店を以て日本国内での営業が終了した。

### 商品
イーストを使いパン生地を応用したしっとり食感の商品は「ベーカリードーナッツ」と呼称され、寒天でしっとりさせたスポンジ生地でさっくり食感の「ケーキドーナッツ」や、ベーグル、ひと口サイズの「ドーシード」なども取り扱い、2009年から「ケーキドーナッツ」、ベーグル、季節限定ドーナッツや、トートバッグ、コラボレーションTシャツ、コーヒータンブラーなどをオンラインショップで販売している。ドリンクにはオーガニックコーヒーほかホット、コールド計15種類ほどを取り揃えている。
また、吉祥寺店は、開店が22時からだが、24時～25時には売り切れてしまうという特異な店舗である。吉祥寺店では各店へ配送するドーナツを製造しており、毎朝、焼き立てのドーナツを各店へ配送する関係で商品が焼き上がるのが夜になる。そこで数量限定で店頭でも販売を行ったところ行列ができるほどとなり、千葉県、埼玉県など他県からも訪れる客もあるという。『吉祥寺ウォーカー』（KADOKAWA）"地元自慢ランキングベスト50”で13位に選定されている。

### 店舗

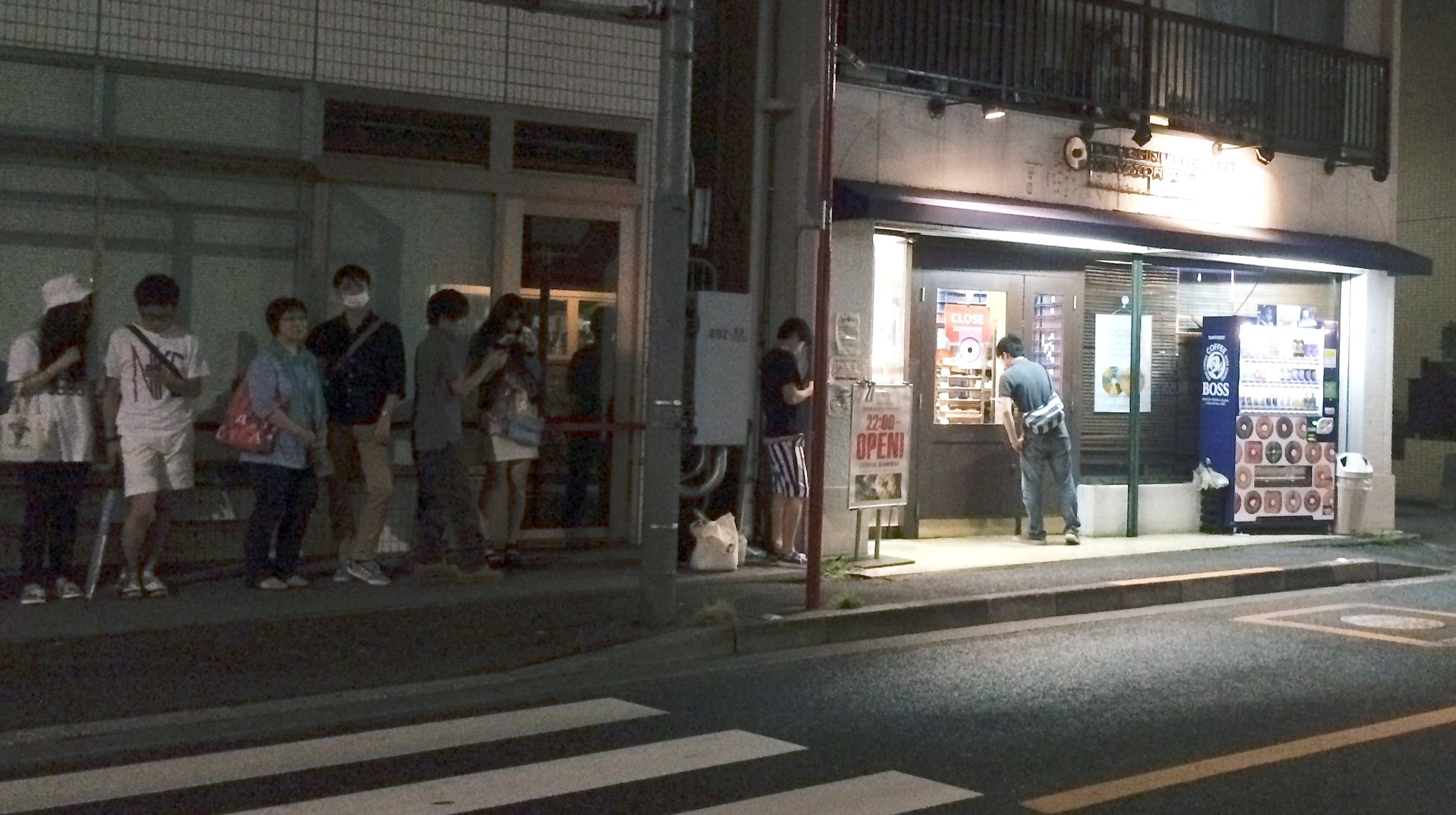
深夜に行列ができる吉祥寺店兼セントラルキッチン店（東京都武蔵野市吉祥寺東町2）

- 吉祥寺店兼セントラルキッチン[21]

東京都武蔵野市吉祥寺東町2
「シュガー」「クリームブリュレ」は吉祥寺店限定商品となっている。
- 有楽町店[23]

東京都千代田区丸の内3丁目5-1 1階ホールC(皇居側)。

- 白金台店[23]

東京都港区白金台5-18-8 ラ・レジダンス・ド・白金台 1階。
- 大崎広小路店[23]

東京都品川区西五反田1-22-4 大崎広小路STYLE-B A棟内。

## テレビ・ラジオ出演
- 2013年12月11日 - 『スーパーニュース』（フジテレビ）
- 2014年4月14日 - 『めざましテレビ』（フジテレビ）
- 2014年9月26日 - 『ワールドビジネスサテライト』（テレビ東京）
- 2014年10月23日 - 『いきなり!黄金伝説』(テレビ朝日)

## その他
2014年1月より、ワタミグループのワタミの介護との共同企画で、ワタミの経営する老人福祉施設の共有部分にある、「ワタミカフェ」内にて『ドーナッツイベント』と銘打ったコラボレーション企画などを行っている。　